# 博克霍尔特-汉雷德
博克霍尔特-汉雷德是德国石勒苏益格－荷尔斯泰因州的一个市镇。总面积8.56平方公里，总人口1267人，其中男性663人，女性604人（2011年12月31日），人口密度148人/平方公里。